# Vicente Alcalá Galiano
Vicente Alcalá Galiano (Donya Mencía, província de Còrdova, Andalusia, Espanya, 1757 - Cadis, 1810), va ser un militar espanyol.
"Construcción y uso de los instrumentos meteorológicos" va ser un dels seus estudis més primerencs. Des de 1784 va començar a impartir classes de matemàtiques a l'Acadèmia de Segòvia i va ser nomenat secretari de la Societat Econòmica d'aquesta localitat. A aquesta època corresponen algunes de les seves publicacions, memòries i discursos. Quan va aconseguir el grau de capità el 1786 va realitzar una traducció de l'obra de José Toaldo "La meteorología aplicada a la agricultura" i una altra de Mauduit titulada "Memoria sobre los distintos modos de administrar la electricidad". Entre les seves obres cal esmentar "Elogio del Sr. D. Melchor Fuertes i Lorenzana", "Sobre los nuevos impuestos", "Preservativo seguro de la enfermedad del trigo comúnmente llamada niebla o tizón o trigo. De sus enfermedades y remedios". A petició dels comtes de Floridablanca i Lerena va abandonar Segòvia i va començar a treballar per a ells. En aquest temps va traduir diverses obres.
Vicente Alcalá va ser un gran admirador d'Adam Smith. D'altra banda, va acomplir importants càrrecs polítics. D'ell es diu que recolzava la república. Va mostrar el seu suport a José I i va aprovar la Constitució de Baiona. Va ocupar el càrrec de Tresorer general i de Ministre del Consell de Regència.